# Домпјер Бекенкур
Домпјер Бекенкур (фр. Dompierre-Becquincourt) насеље је и општина у североисточној Француској у региону Пикардија, у департману Сома која припада префектури Перон.
По подацима из 2011. године у општини је живело 650 становника, а густина насељености је износила 58,82 становника/km². Општина се простире на површини од 11,05 km². Налази се на средњој надморској висини од 100 метара (максималној 92 m, а минималној 54 m).

## Демографија
| 1962. | 1968. | 1975. | 1982. | 1990. | 1999. | 2011. |
| ----- | ----- | ----- | ----- | ----- | ----- | ----- |
| 693   | 703   | 635   | 646   | 664   | 642   | 650   |

График промене броја становника у току последњих година